# Willkommen im Wayne
Willkommen im Wayne (Originaltitel: Welcome to the Wayne) ist eine US-amerikanisch-kanadische Zeichentrickserie für Kinder, die seit 2017 produziert wird.

## Handlung
Der junge Ansi Molina zieht zusammen mit seinem Vater in das „Wayne“, ein New Yorker Apartmentgebäude. Dort lernt er Olly Timbers und seine kleine Schwester Saraline kennen und lässt sich von ihnen über die Geheimnisse des Hauses aufklären. Dies führt dazu, dass die drei viele Mysterien aufdecken und Abenteuer erleben.

## Produktion und Veröffentlichung
Die Serie wird von Yowza! Animation und Nickelodeon Animation Studio produziert und von Paramount Television vertrieben. Erstmals wurde die Serie am 24. Juli 2017 in den USA auf Nickelodeon ausgestrahlt. Dort wurde die Serie allerdings aus unbekannten Gründen nach 9 ausgestrahlten Folgen aus dem Programm von Nickelodeon genommen. Die Ausstrahlung der restlichen elf Folgen von Staffel 1 fand von 15. bis 26. Oktober 2018 auf Nicktoons statt. Ab 3. Mai startet die 2. Staffel auf Nicktoons, die voraussichtlich immer freitags mit zwei Folgen läuft. Die deutsche Erstausstrahlung im Fernsehen fand am 11. Dezember 2017 auf Nick statt. Weitere Ausstrahlungen im deutschsprachigen Fernsehen erfolgten auf Nicktoons Deutschland, auf welchem auch die 2. Staffel am 11. März 2019 startete.
Die 2. Staffel feierte bereits am 17. September 2018 in Südafrika ihre Weltpremiere. Die ersten zehn Folgen wurden zwei Wochen lang von Montag bis Freitag gesendet. In Polen lief sie ab 26. November 2018 und in den Niederlanden eine Woche später ab 3. Dezember 2018.

## Synchronisation
| Rolle                     | Originalsprecher | Deutsche Stimme   |
| ------------------------- | ---------------- | ----------------- |
| Ansi Molina               | Alanna Ubach     | Henning Nöhren    |
| Olly Timbers              | Billy Lopez      | Tobias Müller     |
| Saraline Timbers          | Dana Steingold   | Josephine Schmidt |
| Spionin aus Apartment 8-I | Veronica Taylor  | Peggy Sander      |
| Masterson                 | Marc Thompson    | Matti Klemm       |
| Flowershirt               | Robbie Sublett   |                   |
| Jonah Bishop              | Carey Means      | Tobias Schmidt    |
| Tony Stanza               | Spriggs Fryman   | Tobias Schmidt    |
| George                    | Dave Willis      |                   |
| Clara Rhone               | Harriett D. Foy  |                   |
| Julia Wiles               | Nikki M. James   | Jenny Maria Meyer |
| Leif Bornwell III         | Noah Galvin      | Rainer Fritzsche  |
| Wendell Wasserman         | Dana Snyder      | Andi Krösing      |
| Andrei                    | Andrew Rannells  | Julius Jellinek   |
| Equimorph                 | Billy Lopez      | Christoph Banken  |
| Dennis O’Bannon           | Emo Philips      | Philipp Lind      |
| Furton Binklemurton       | Malcolm McDowell |                   |
| Harvey Timbers            | Richard Kind     | Stefan Staudinger |
| Olympia Timbers           | Annie Potts      | Katja Schmitz     |
| Madison Payne             | Shannon Walsh    | Sarah Alles       |
| Garrison Payne            | Clarke Thorell   |                   |
| Bobby                     | Matt Maiellaro   |                   |
| Tommy                     | Joel Hodgson     |                   |
| Albert Molina             | Alfred Molina    | K. Dieter Klebsch |
| Goodness                  | Charnele Crick   | Mia Diekow        |
| 5NOM4N                    | Phil LaMarr      |                   |
| Isthotep                  | Rhys Darby       |                   |
| Presto                    | Tony Daniels     | Ingo Albrecht     |
| Frazzini                  | Sommer Carbuccia |                   |
| Nick                      | Jay Klaitz       | Gerald Schaale    |

## Episodenliste

### Webisoden
| Nummer | Originaltitel | Erstausstrahlung (USA) |
| 1      | Chapter 1     | 14. November 2014      |
| 2      | Chapter 2     | 21. November 2014      |
| 3      | Chapter 3     | 28. November 2014      |
| 4      | Chapter 4     | 12. Dezember 2014      |
| 5      | Chapter 5     | 19. Dezember 2014      |
| 6      | Chapter 6     | 26. Dezember 2014      |

Alle Webisoden wurden zudem am 29. September 2018 auf YouTube neu veröffentlicht.

### Staffel 1
Die ersten neun Episoden wurden in den USA auf Nickelodeon ausgestrahlt, seit Folge 10 werden neue Folgen bei Nicktoons ausgestrahlt.
| Nummer (gesamt) | Nummer (Staffel) | Deutscher Titel                 | Originaltitel                               | Erstausstrahlung (USA) | Erstausstrahlung (Deutschland) |
| 1               | 1                | Das Monster erwacht             | Rise and Shine Sleepyhead                   | 24. Juli 2017          | 11. Dezember 2017              |
| 2               | 2                | Wie ein glücklicher Vogel       | Like a Happy, Happy Bird                    | 25. Juli 2017          | 12. Dezember 2017              |
| 3               | 3                | Und ab die Post!                | Mail Those Cards, Boys!                     | 26. Juli 2017          | 13. Dezember 2017              |
| 4               | 4                | Die Vampirjagd                  | Today Was Wassome                           | 27. Juli 2017          | 14. Dezember 2017              |
| 5               | 5                | Der Kerl ohne Namen             | Some Kind of Tap-Dancing, Beekeeping Whaler | 28. Juli 2017          | 15. Dezember 2017              |
| 6               | 6                | Der beste Supermarkt der Welt   | Like No Other Market on Earth               | 18. September 2017     | 18. Dezember 2017              |
| 7               | 7                | Nerds unter sich                | Beeping the Binklemobile                    | 19. September 2017     | 19. Dezember 2017              |
| 8               | 8                | Die Geisterbeschwörung          | Spacefish                                   | 20. September 2017     | 20. Dezember 2017              |
| 9               | 9                | Wahre Helden                    | A Pair of Normas                            | 21. September 2017     | 21. Dezember 2017              |
| 10              | 10               | Ein Sturm zieht auf             | It’s the Mid-Season Finale                  | 15. Oktober 2018       | 22. Dezember 2017              |
| 11              | 11               | Die Dinner-Party                | Hit It, Toofus!                             | 16. Oktober 2018       | 25. Dezember 2017              |
| 12              | 12               | Guter Vampir, schlechter Vampir | Wall-to-Wall Ping Pong Ball                 | 17. Oktober 2018       | 26. Dezember 2017              |
| 13              | 13               | Der Flohmarkt                   | Swap Shop Hop & Bop                         | 18. Oktober 2018       | 27. Dezember 2017              |
| 14              | 14               | 8:08:08                         | 8:08:08                                     | 19. Oktober 2018       | 28. Dezember 2017              |
| 15              | 15               | Rohr frei!                      | Flutch                                      | 22. Oktober 2018       | 29. Dezember 2017              |
| 16              | 16               | Die Schnitzeljagd               | What’s For Linner?                          | 23. Oktober 2018       | 1. Januar 2018                 |
| 17              | 17               | Der magische Hase               | Leave the Funny, Find The Bunny             | 24. Oktober 2018       | 2. Januar 2018                 |
| 18              | 18               | Der geheime Pool                | Gimble in the Wabe                          | 25. Oktober 2018       | 3. Januar 2018                 |
| 19              | 19               | Immer der Nase nach             | Keep an Eye on the Nose                     | 26. Oktober 2018       | 4. Januar 2018                 |
| 20              | 20               | Die Vampirstadt                 | So This Is Glamsterdam                      | 26. Oktober 2018       | 5. Januar 2018                 |

### Staffel 2
| Nummer (gesamt) | Nummer (Staffel) | Deutscher Titel                                   | Originaltitel                                  | Erstausstrahlung (USA) | Erstausstrahlung (Deutschland) |
| 21              | 1                | Wir brauchen einen größeren Becher                | We’re Gonna Need a Bigger Cup                  | 3. Mai 2019            | 11. März 2019                  |
| 22              | 2                | Willkommen bei den Wassermans                     | Welcome to the Wassermans’                     | 3. Mai 2019            | 12. März 2019                  |
| 23              | 3                | Das Olly-Day-Wunder                               | An Olly-Day Miracle!                           | 10. Mai 2019           | 13. März 2019                  |
| 24              | 4                | Squidjit-Bowling                                  | That’s Squidjit Bowling                        | 10. Mai 2019           | 14. März 2019                  |
| 25              | 5                | Wir sind die Wayniacs!                            | We’re the Wayniacs                             | 17. Mai 2019           | 14. März 2019                  |
| 26              | 6                | Die Wayne-Jugend forscht                          | Curious Brains of the Brain                    | 17. Mai 2019           | 15. März 2019                  |
| 27              | 7                | Das Umstyling                                     | Wiles Styles You Over                          | 24. Mai 2019           | 18. März 2019                  |
| 28              | 8                | Reise in die Vergangenheit                        | The Best Buddy I Never Had                     | 24. Mai 2019           | 19. März 2019                  |
| 29              | 9                | Der Pech-Fluch                                    | Some Sort of Bad Luck Curse                    | 31. Mai 2019           | 20. März 2019                  |
| 30              | 10               | Wer das Wayne kontrolliert, kontrolliert die Welt | Whoever Controls the Wayne, Controls the World | 31. Mai 2019           | 21. März 2019                  |